# Wilfred Bungei
Wilfred Bungei, född den 24 juli 1980, är en kenyansk friidrottare, som vann guld på 800 meter vid OS i Peking 2008.
Bungei är en av världens bästa 800-meterslöpare och hans personliga rekord 1.42,34, satt vid en tävling i Rieti 2002, placerar honom på femte plats genom tiderna. Bungei har emellertid haft svårt att lyckas vid internationella mästerskap och hans bästa placeringar har kommit vid galatävlingar.
Bungeis genombrott kom vid VM för juniorer 1998 där han slutade på andra plats. Andra plats blev det även vid hans första mästerskap som senior, VM 2001 i Edmonton då han blev tvåa efter André Bucher. 2003 slutade Bungei trea på VM inomhus i Birmingham. Han deltog även vid Olympiska sommarspelen 2004 i Aten där han blev femma. Vid VM 2005 i Helsingfors blev det en fjärde plats. Hans första seger i ett internationellt mästerskap kom vid VM inomhus 2006 i Moskva. Vid VM utomhus 2007 i Osaka blev det en femte plats.
Bungei deltog vidare vid Olympiska sommarspelen 2008 i Peking där han vann guld på tiden 1.44,65.